# 장하온
장하온(長夏瑥, 1991년 2월 16일~)은 대한민국의 가수 겸 배우이다. 2013년에 걸그룹 '투란(TURAN)으로 데뷔하였다. 당시 예명은 '리안'이었다.

## 학력
- 명일여자고등학교
- 한양여자대학교 사회체육과 (졸업)

## 음반
- 2019년 8월 28일 Pandora (싱글)

## 방송
- 2019년, MBN 《트로트퀸》 출연 (제1회 ~ 제4회)
- 2019년, TV조선 《내일은 미스트롯》 출전 (본선 3차전)
- 2020년, MBN 《라스트 싱어》 여왕의 전쟁기사 출전 (1라운드)
- 2020년, TV조선 《내일은 미스트롯2》 출전 (예선)

## 수상
- 2013년, 대한민국문화연예대상 가요부문 K팝 신인상 (투란)